# احتيال (فلم)
احتيال (بالإنجليزية: The Hustle) هو فيلم كوميدي أمريكي من إخراج كريس أديسون وبطولة آن هاثاواي، ريبيل ويلسون وأليكس شارب، صدر الفيلم في 10 مايو 2019.

## روابط خارجية
مقالات تستعمل روابط فنية بلا صلة مع ويكي بيانات